# Alex Escobar
Alexander ("Alex") Escobar (Cali, 8 februari 1965) is een voormalig profvoetballer uit Colombia. Hij speelde als middenvelder en beëindigde zijn carrière in 2004. Nadien werd hij assistent-trainer. Zijn bijnaam luidt El Pibe del barrio Obrero.

## Clubcarrière
Escobar speelde vijftien seizoenen in eigen land bij América de Cali en Millonarios, voordat hij in 1998 naar Brazilië vertrok en zich aansloot bij Atlético Mineiro. Later speelde hij ook nog clubvoetbal in Ecuador bij LDU Quito. Escobar speelde 83 wedstrijden (10 goals) in de Copa Libertadores gedurende zijn carrière.

## Interlandcarrière
Escobar kwam in totaal elf keer (één doelpunt) uit voor de nationale ploeg van Colombia in de periode 1985–1995. Hij nam met Colombia deel aan de Copa América 1987.
| Interlanddoelpunt | Interlanddoelpunt | Interlanddoelpunt | Interlanddoelpunt     | Interlanddoelpunt | Interlanddoelpunt | Interlanddoelpunt | Interlanddoelpunt |
| #                 | Datum             | Locatie           | Wedstrijd             | Goal(s)           | Score             | Uitslag           | Wedstrijd         |
| ----------------- | ----------------- | ----------------- | --------------------- | ----------------- | ----------------- | ----------------- | ----------------- |
| 1                 | 26/02/1994        | Los Angeles       | Colombia – Zuid-Korea | 73'               | 1 – 2             | 2 – 2             | Oefeninterland    |

## Erelijst
América de Cali
- Copa Mustang

1984, 1985, 1986, 1990, 1992
 LDU Quito
- Campeonato Ecuatoriano de Fútbol

2003